# Awaji
Awaji è una città giapponese della prefettura di Hyōgo.